# Betacixius clypealis
Betacixius clypealis är en insektsart som beskrevs av Matsumura 1914. Betacixius clypealis ingår i släktet Betacixius och familjen kilstritar. Utöver nominatformen finns också underarten B. c. vittifrons.